# 天尊
天尊（てんそん）は、
- 道教における神の敬称。
- 仏の別称。
- 于闐の尉遅輸羅の治世で使用された元号。967年 - 977年。本稿で記載。

天尊は敦煌で発見された于闐語文書で確認される。現在史料で確認できる末年は5年だが、尉遅輸羅の在位期間中使用されたものと推測されている。

## 西暦・干支との対照表
| 天尊 | 元年  | 2年   | 3年   | 4年   | 5年   | 6年   | 7年   | 8年   | 9年   | 10年  | 11年  |
| 西暦 | 967年 | 968年 | 969年 | 970年 | 971年 | 972年 | 973年 | 974年 | 975年 | 976年 | 977年 |
| 干支 | 丁卯  | 戊辰  | 己巳  | 庚午  | 辛未  | 壬申  | 癸酉  | 甲戌  | 乙亥  | 丙子  | 丁丑  |